# 364
364（三百六十四、さんびゃくろくじゅうよん）は自然数、また整数において、363の次で365の前の数である。

## 性質
- 364は合成数であり、約数は 1, 2, 4, 7, 13, 14, 26, 28, 52, 91, 182, 364 である。
  - 約数の和は784。
    - 86番目の過剰数である。1つ前は360、次は366。
    - 約数の和が平方数になる21番目の数である。1つ前は357、次は382。
    - n2 ÷ σ(n) が整数になる5番目の数である。1つ前は120、次は496。(ただしσは約数関数)(オンライン整数列大辞典の数列 A090777)
例．3642 ÷ 784 = 169
- 364 = 1 + 3 + 6 + 10 + 15 + 21 + 28 + 36 + 45 + 55 + 66 + 78
  - 12番目の三角錐数である。1つ前は286、次は455。
  - 364 = 22 + 42 + 62 + 82 + 102 + 122
- 364 = 30 + 31 + 32 + 33 + 34 + 35
  - 3の累乗和とみたとき1つ前は121、次は1093。(オンライン整数列大辞典の数列 A003462)
    - 364 = 36−1/3−1

  - n = 3 のときの n5 + n4 + n3 + n2 + n + 1 の値とみたとき1つ前は63、次は1365。(オンライン整数列大辞典の数列 A053700)
    - 364 = 111111(3)
- 98番目のハーシャッド数である。1つ前は360、次は370。
  - 13を基としたとき2番目のハーシャッド数である。1つ前は247、次は481。
- 4連続素数の平方和で表せる3番目の数である。1つ前は204、次は628。
364 = 52 + 72 + 112 + 132
- 約数の和が364になる数は1個ある。(243) 約数の和1個で表せる75番目の数である。1つ前は363、次は368。
- 各位の和が13になる27番目の数である。1つ前は355、次は373。
- 364 = 22 + 62 + 182
  - 3つの平方数の和1通りで表せる91番目の数である。1つ前は352、次は372。(オンライン整数列大辞典の数列 A025321)
  - 異なる3つの平方数の和1通りで表せる99番目の数である。1つ前は363、次は372。(オンライン整数列大辞典の数列 A025339)
- 桁の調和平均が4になる7番目の数である。1つ前は346、次は436。(オンライン整数列大辞典の数列 A062182)
例．3/1/3 + 1/6 + 1/4 = 4
- 364 = 22 × 7 × 13
  - 3つの異なる素因数の積で p2 × q × r の形で表せる24番目の数である。1つ前は350、次は372。(オンライン整数列大辞典の数列 A085987)
  - 364 = 28 × 13
    - 完全数28の倍数である。1つ前は336、次は392。(オンライン整数列大辞典の数列 A135628)

  - 364 = 4 × (92 + 9 + 1) = 4 × (102 − 10 + 1)
    - n = 9 のときの 4(n2 + n + 1) の値とみたとき1つ前は292、次は444。(オンライン整数列大辞典の数列 A112087)
- 364 = 202 − 36
  - n = 20 のときの n2 − 36 の値とみたとき1つ前は325、次は405。(オンライン整数列大辞典の数列 A098847)

## その他 364 に関連すること
- ISO 3166-1（JIS X 0304 国名コード）の364は、イラン。
- 年始から数えて364日目は12月30日、閏年では12月29日。
- 伊号第三六四潜水艦は、大日本帝国海軍の潜水艦。
- マハン (USS Mahan, DD-364) は、アメリカ海軍の駆逐艦。
- ロンバック (USS Rombach, DE-364) は、アメリカ海軍の護衛駆逐艦。
- ハンマーヘッド (USS Hammerhead, SS-364) は、アメリカ海軍の潜水艦。
- トランプにおいてAを1、Jを11、Qを12、Kを13としたとき、カードの数の合計は364である。
- 364 × 10−1 = 36.4 は {\displaystyle \pi ^{\pi }} の数字列である。(オンライン整数列大辞典の数列 A073233)